# Helle Sørensen
Helle Sørensen (nascida em 22 de maio de 1963) é uma ex-ciclista dinamarquesa que competia em provas do ciclismo de estrada.
Sørensen foi uma das atletas que representou a Dinamarca nos Jogos Olímpicos de 1984, em Los Angeles, onde competiu na prova de estrada e terminou em sétimo lugar.